# Tomotaka Fukagawa
Tomotaka Fukagawa (født 24. juli 1972) er en tidligere japansk fodboldspiller.
Han har spillet for flere forskellige klubber i sin karriere, herunder Cerezo Osaka og Consadole Sapporo.